# Борислава Костадинова
Борислава Костадинова е българска актриса.

## Биография
Родена е на 24 октомври 1981 г. в град Плевен. През 2003 г. завършва Театрален колеж „Любен Гройс“ – гр. София, специалност Актьорско майсторство за драматичен театър с художествен ръководител Георги Новаков. Дебютира през 2003 година в Драматичен театър „Невена Коканова“ – гр. Ямбол. Малко по-късно Борислава Костадинова е вече част от трупата на Родопски Драматичен Театър „Николай Хайтов“ – гр. Смолян.

## Роли в театъра
- Жулиета в ”Ромео и Жулиета” от У. Шекспир
- Ирина в ”Три сестри” от А.П. Чехов
- Лиз в ”Били лъжецът” от К. Уотърхаус и У. Хол
- Г-ца Купър в ”Далавера за леваци” от М. Куни
- Попи Тейлър в ”Тишина, моля!” от М. Фрейн
- Катерина в ”Железният светилник” от Д. Талев
- Вещица в ”Макбет” от У.Шекспир
- Поли Пийчъм в мюзикъл ”Президентска опера” от Хр. Бойчев
- Роли в международния театрален проект „Усмивките на Дионис – театрален компас север-юг“
- Амалия в ”Двубой „от Ив. Вазов
- Шарлоте Хан в ” Казанова“
- Роли в „Ку-ку комедия“ от Кристофър Дюранг
- Роля в „Куфарчето на Д-р Чехов“ по мотиви от разкази на А.П.Чехов

## Филмография
- Людмил и Руслана (2008), 6 серии
- Грешница (2005)